# Kalmarposten
Kalmarposten, vanligtvis skrivet KalmarPosten, var en gratistidning som distribuerades till alla hushåll och företag i Kalmar kommun.
Tidningen delades ut onsdagar och torsdagar till alla hushåll i Kalmar kommun och upplagan var 35 000 exemplar. En nyhetstidning med lokala nyheter skrivna av tidningens journalister. Kalmarposten grundades 1988 av Pelle Persson och under 2015 köptes Kalmarposten av Gota Media.. 2023 köptes tidningen av Markbladet AB. Den 17 april 2025 rapporterades att tidningen gått i konkurs.